# Rubia davisiana
Rubia davisiana là một loài thực vật có hoa trong họ Thiến thảo. Loài này được Ehrend. miêu tả khoa học đầu tiên năm 1958.